# غافن ويليامسون
غافن ويليامسون (بالإنجليزية: Gavin Williamson)‏ هو عازف بيانو أمريكي، ولد في 1897 في وينيبيغ في كندا، وتوفي في 1989.

## وصلات خارجية
- غافن ويليامسون على موقع ميوزك برينز (الإنجليزية)